# Тюменський державний медичний університет
Тюменський державний медичний університет — державний заклад вищої професійної освіти в місті Тюмені.

## Історія
Навчальний заклад заснований у 1963 році як Тюменський державний медичний інститут.
У 1995 році інститут перейменовано в Тюменську державну медичну академію (ТюмДМА). Повне найменування «Державна бюджетна освітня установа вищої професійної освіти „Тюменська державна медична академія“ Міністерства охорони здоров'я і соціального розвитку Російської Федерації (ДБОУ ВПО ТюмДМА Мінздоровсоцрозвитку Росії)», а з 2012 року — «Державна бюджетна освітня установа вищої професійної освіти „Тюменська державна медична академія“ Міністерства охорони здоров'я Російської Федерації (ДБОУ ВПО ТюмДМА МОЗ Росії)».
11 березня 2015 року за наказом Міністерства охорони здоров'я Російської Федерації Тюменська державна медична академія перейменована в Тюменський державний медичний університет.